# 李祐 (齐王)
李祐（621年左右—643年4月29日），字為赞，唐太宗李世民第五子，母阴妃。
李祐的生年没有记载，异母兄李泰生于620年，其生年当不早于620年。武德八年（625年），封宜阳郡王，是年改封楚王。贞观二年（628年），徙封燕王，累转豳州都督。贞观十年（636年），後封为齐王，同时担任齐州都督。贞观十二年（638年），李祐进京养病，他的舅父阴弘智勸他募壮士以自卫。阴弘智推荐妻兄燕弘信辅助李祐，招募死士。
李祐好游獵，结交奸邪之人，昝君謨、梁猛彪以善騎射得幸於李祐，太宗怪長史薛大鼎無方，改以權萬紀為長史。李祐不思悔改，權萬紀多次犯顏勸諫，斥退昝君謨、梁猛彪等小人，引起李祐的不滿，李祐又立即將之召回，狎暱逾甚，權萬紀與李祐关系闹得很僵。太宗又以校尉韦文振为齐王府典军。太宗命令刑部尚書劉德威前往齊州處理。劉德威經查明屬實，要求齊王與權萬紀返京說明。
贞观十七年（643年）李祐派燕弘亮等率20騎射殺權萬紀，支解之，昝君谟等勸他起兵謀反，有人劝李祐入豆子冈（在今山东省惠民县）为盗，李祐犹豫不决。三月，唐太宗急召兵部尚书李勣与刘德威伐齐王。李祐日夜與燕弘亮等五人對其妃宴樂。三月三十日被兵曹参军杜行敏擒住，押送至长安，被太宗赐死於內侍省，貶為庶人。同党一并被杀。他被擒一事亦导致太子李承的谋反计划被发现。朝廷授杜行敏为巴州刺史，封南阳郡公，齐州平陵县（治所在今山东省济南市历城区东平陵城）下诏改名为全节县。

## 王妃
- 京兆韦氏，太常卿、扶风郡开国男韦挺长女[1]

## 李祐墓志铭
墓志盖：【大唐国公礼葬故祐墓志之铭】

大唐国公礼葬故祐墓志铭

　　公讳祐，字（空白），陇西成纪人。

　　今上之第四子也。结灵根于弱木，派重润于天潢。符采自然，神机独悟。被徽章于绮日，启土宇于髫年。初封宜阳郡王，食邑四千户。贞观之始，天睠弥隆。进封燕王，拜同州刺史。俄迁幽州都督、幽易等六州诸军事、幽州刺史。前后所授，竟不之藩。入侍丹墀，出游朱邸。绿车暂动，则麾旆成荫；玳筵才迾，而笙歌继响。暨我国家斯酌前王，创建侯之令典；分裂膏壤，垂世及之弘规。作镇东秦，匪亲莫可。于是改封齐王，拜齐州都督、齐青等五州诸军事、齐州刺史。四履之迹，庶吞若于前贤；六条之美，方贻厥于长世。岂期溺变诈之俗，争心俄逞；惑谗邪之口，弄兵成衅。以贞观十七年四月六日暴终于内侍省，春秋（空白）。皇帝听朝，不怡怆甸；人之遂往，下流轸念。顾思子而兴怀，因命所司，葬以公礼。即以其年十月丁未朔十五日辛酉安厝于高阳原。乃为铭曰：

天汉疏源，紫震流庆；地惟帝子，享兹嘉命。宠秩斯隆，徽章式映，剖符攸属，维城在咏。

既荒幽蓟，奄有河济。朱绂斯煌，彤扉洞启。方期善乐，终骞置醴。数属祅氛，衅成藩邸。

甸师遂往，江陵不归。泉扃永夕，庭露沾衣。皇情轸悼，崇兹等威。舟移谷徙，无泯玄扉。

## 延伸阅读
[在维基数据编辑]
 《舊唐書·卷76》，出自刘昫《舊唐書》
 《新唐書·卷080》，出自《新唐書》